# (1832) Mrkos
(1832) Mrkos – planetoida z pasa głównego planetoid okrążająca Słońce w ciągu 5 lat i 274 dni w średniej odległości 3,21 au Została odkryta 11 sierpnia 1969 roku w Krymskim Obserwatorium Astrofizycznym w Naucznym na Półwyspie Krymskim przez Ludmiłę Czernych. Nazwa planetoidy została nadana na cześć Antonína Mrkosa, czeskiego astronoma, odkrywcy komet i planetoid. Przed jej nadaniem planetoida nosiła oznaczenie tymczasowe (1832) 1969 PC.